# Musée des Beaux-Arts de Nantes

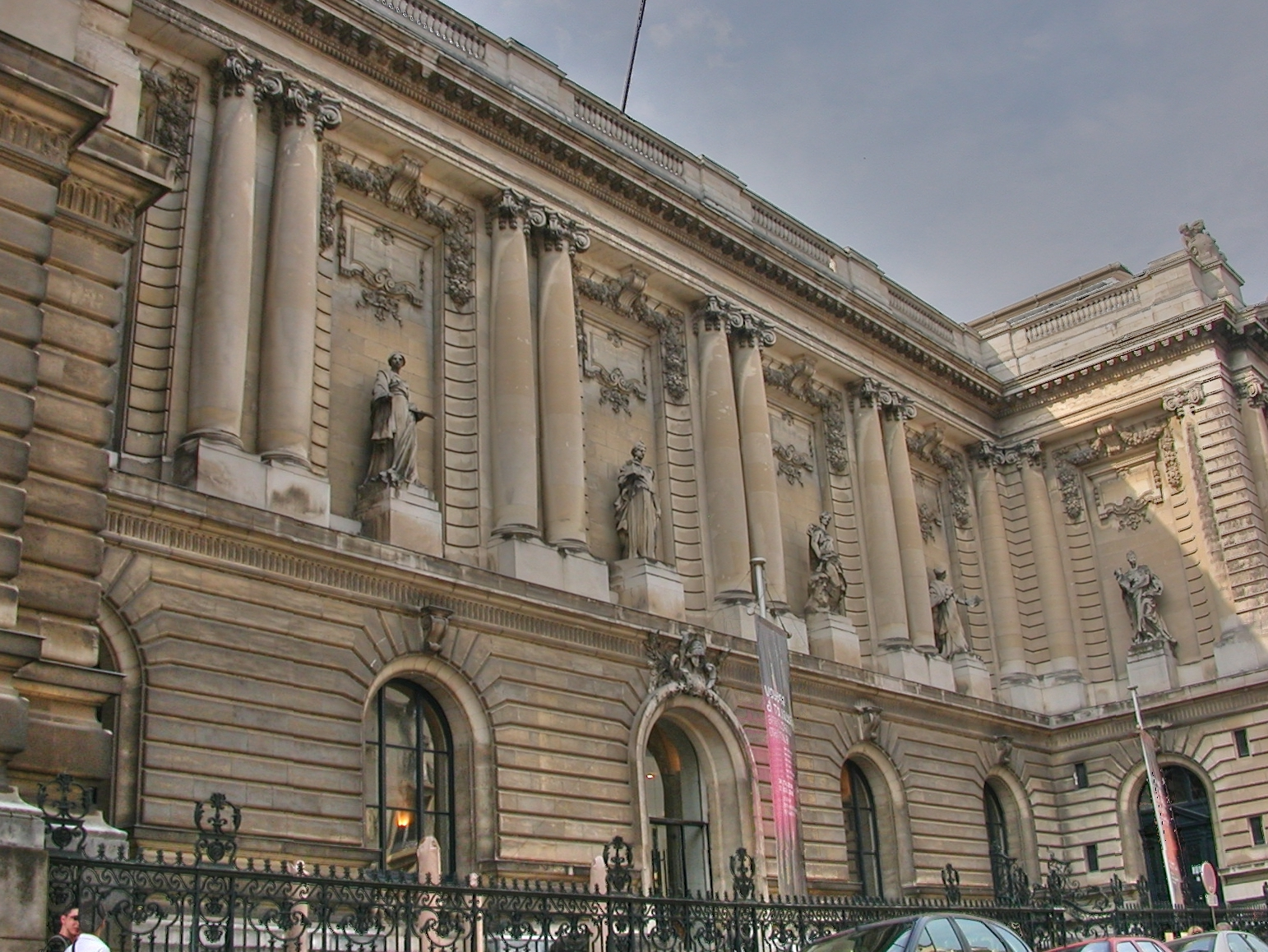
Kunstmuseum Nantes

Das Musée des Beaux-Arts de Nantes (2017 wiedereröffnet als Musée d’Arts de Nantes; deutsch Kunstmuseum Nantes) ist ein französisches Museum in der Innenstadt von Nantes, Region Pays de la Loire. Es zeigt Kunst vom 13. Jahrhundert bis zur Gegenwart. 
Das Museum geht auf den sogenannten Chaptal-Erlass der Zeit Napoleon Bonapartes zurück und wurde zugleich mit 14 anderen Museen außerhalb von Paris 1801 ins Leben gerufen. 1810 wurde die große Sammlung François Cacaults angekauft. Seit 1900 befindet es sich im gegenwärtigen Gebäude, das als Museum von Clément-Marie Josso erbaut wurde. Es hat zwei Geschosse um einen überdachten Innenhof. Von 2011 bis 2017 war es wegen Bauarbeiten geschlossen und wurde von rund 11.000 auf 18.000 Quadratmeter erweitert.

## Sammlung
Ein Schwerpunkt der Sammlung liegt auf dem italienischen Trecento: Die Florentiner Schule und die Schule von Siena sind gut vertreten. Werke von Perugino, Bicci di Lorenzo, Cosmè Tura, Andrea Solari, Giovan Battista Moroni werden gezeigt. 
Das 17. Jahrhundert wird durch Stillleben und Landschaften italienischer Maler vertreten: Guido Reni, Luca Giordano, Giuseppe Recco, Giovanni Benedetto Castiglione, Orazio Gentileschi; daneben gibt es französische Werke wie die Nachtstücke von Georges de la Tour. Die niederländische Malerei ist mit Peter Paul Rubens, Gaspar de Crayer, Matthias Stomer, Gerrit van Honthorst, Hendrik Goltzius, Jan Breughel dem Älteren, Adam Frans van der Meulen, Peter Lely oder Marinus van Reymerswaele vertreten. 
Für das 19. Jahrhundert stehen Werke von Eugène Delacroix, Henri Rousseau, Jean-Baptiste Camille Corot, Jean-Auguste-Dominique Ingres (Portrait der Madame de Senonnes, 1814), Jean-Léon Gérôme, Paul Baudry, daneben Landschaftsmaler wie Maxime Maufra und Edward Burne-Jones, aber auch James Tissot. 
Die Moderne im zwanzigsten Jahrhundert ist durch den Fauvismus (Raoul Dufy und Robert Delaunay), Paul Signac, Jean Metzinger, Claude Monet, Kees van Dongen, Raoul Dufy, Max Ernst (La Forêt), Wassily Kandinsky, Maurice Denis, Tamara de Lempicka und Jean Tinguely vertreten. 
Die zeitgenössische Kunst zeigt Werke von Maurizio Cattelan, Fotografien von Gilbert & George, Installationen von Christian Boltanski und Bilder von Gerhard Richter.